# Ukrán férfi kézilabda-bajnokság (első osztály)
A Szuperliga a legmagasabb osztályú ukrán férfi kézilabda-bajnokság. A bajnokságot 1992 óta rendezik meg. Jelenleg hat csapat játszik a bajnokságban, a legeredményesebb klub a ZTR Zaporizzsja, a címvédő a Motor Zaporizzsja.

## Kispályás bajnokságok
| Év   | 1. hely           | 2. hely                | 3. hely                |
| ---- | ----------------- | ---------------------- | ---------------------- |
| 1992 | SZKA Kijiv        | SZKA Olimpija Lviv     | Szvitlotehnyik Brovari |
| 1993 | ZTR Zaporizzsja   | Szvitlotehnyik Brovari | CSZKA Kijiv            |
| 1994 | CSZKA Kijiv       | Szvitlotehnyik Brovari | ZTR Zaporizzsja        |
| 1995 | ZTR Zaporizzsja   | CSZKA Kijiv            | Sahtar Doneck          |
| 1996 | Sahtar Doneck     | ZTR Zaporizzsja        | Szvitlotehnyik Brovari |
| 1997 | Sahtar Doneck     | ZTR Zaporizzsja        | Szvitlotehnyik Brovari |
| 1998 | ZTR Zaporizzsja   | Szvitlotehnyik Brovari | Sahtar Doneck          |
| 1999 | ZTR Zaporizzsja   | Szvitlotehnyik Brovari | Sahtar Doneck          |
| 2000 | ZTR Zaporizzsja   | Szvitlotehnyik Brovari | Sahtar Doneck          |
| 2001 | ZTR Zaporizzsja   | Portovik Juzsnij       | Sahtar Doneck          |
| 2002 | Sahtar Doneck     | ZTR Zaporizzsja        | Portovik Juzsnij       |
| 2003 | ZTR Zaporizzsja   | Portovik Juzsnij       | Sahtar Doneck          |
| 2004 | ZTR Zaporizzsja   | Sahtar Doneck          | Portovik Juzsnij       |
| 2005 | ZTR Zaporizzsja   | Portovik Juzsnij       | Sahtar Doneck          |
| 2006 | Portovik Juzsnij  | ZTR Zaporizzsja        | Sahtar Doneck          |
| 2007 | ZTR Zaporizzsja   | Portovik Juzsnij       | Bugyivelnik Brovari    |
| 2008 | ZTR Zaporizzsja   | Portovik Juzsnij       | Bugyivelnik Brovari    |
| 2009 | ZTR Zaporizzsja   | Bugyivelnik Brovari    | Portovik Juzsnij       |
| 2010 | ZTR Zaporizzsja   | Portovik Juzsnij       | Bugyivelnik Brovari    |
| 2011 | ZTR Zaporizzsja   | Dinamo Poltava         | Portovik Juzsnij       |
| 2012 | Dinamo Poltava    | Motor Zaporizzsja      | ZTR Zaporizzsja        |
| 2013 | Motor Zaporizzsja | ZTR Zaporizzsja        | Portovik Juzsnij       |
| 2014 | Motor Zaporizzsja | Portovik Juzsnij       | ZTR Zaporizzsja        |
| 2015 | Motor Zaporizzsja | ZTR Zaporizzsja        | CSZKA Kijiv            |
| 2016 | Motor Zaporizzsja | ZTR Zaporizzsja        | CSZKA Kijiv            |
| 2017 | Motor Zaporizzsja | ZTR Zaporizzsja        | ZNTU-ZASZ Zaporizzsja  |
| 2018 | Motor Zaporizzsja | ZTR Zaporizzsja        | Donbasz Mariupol       |
| 2019 | Motor Zaporizzsja | ZTR Zaporizzsja        | ZNTU-ZASZ Zaporizzsja  |
| 2020 | Motor Zaporizzsja | Donbasz Doneck         | ZTR Zaporizzsja        |
| 2021 | Motor Zaporizzsja | Donbasz Doneck         | GK Odesza              |
| 2022 | Motor Zaporizzsja | Donbasz Doneck         | GK Odesza              |
| 2023 | Motor Zaporizzsja | GK Odesza              | Donbasz Doneck         |
| 2024 | Motor Zaporizzsja | GK Odesza              | Donbasz Doneck         |
| 2025 | Motor Zaporizzsja | GK Odesza              | Donbasz Doneck         |

## Lásd még
- Ukrán női kézilabda-bajnokság (első osztály)
- Szovjet férfi kézilabda-bajnokság (első osztály)